# Laure Mathilde Gouin
Pour les articles homonymes, voir Gouin et Braquehais.
Laure Mathilde Gouin, épouse Braquehais, née à Paris le 14 décembre 1829 et morte dans la même ville le 4 octobre 1916 est une artiste peintre et photographe française.
Fille du peintre sourd-muet Alexis Gouin et épouse du photographe Bruno Braquehais, lui aussi sourd, elle exerce pour son propre compte à partir de 1874, sous le nom de Mme M. Gouin.

## Biographie

### Jeunesse et débuts
Laure Mathilde Gouin naît à Paris en 1829, fille d’Alexis Louis Charles Arthur Gouin et de Marie Catherine Bellange Gellé, son épouse. Son père, né sourd-muet à New York, est le fils de colons de Saint-Domingue. Artiste peintre, il devient vers 1847 photographe, d'abord au 50, rue Basse-du-Rempart, puis au 37, rue Louis-le-Grand. Il réalise des portraits et des nus féminins, sous la forme de daguerréotypes peints,. Sa femme et sa fille l'assistent, la première dans ses activités photographiques, la seconde comme coloriste des daguerréotypes, sans que leur travail ne soit véritablement reconnu. Comme le notera à la mort du peintre le journaliste Ernest Lacan dans La Lumière, « quand il s'agissait de recueillir les louanges, [mère et fille] laissaient ignorer leur coopération ».
En juillet 1850, Laure Mathilde Gouin épouse à la mairie du 1er arrondissement Bruno Braquehais, et devient Mme Braquehais. Né à Dieppe en 1823, lui aussi sourd-muet, Braquehais a été lithographe à Caen, avant de s'installer comme peintre et photographe au 10, place de la Madeleine,. Une fois marié, il vient habiter avec sa femme au 37, rue Louis-le-Grand. Vers 1852, il déplace son atelier 110, rue de Richelieu et réalise lui aussi des portraits et des nus, notamment utilisés par les peintres comme études préparatoires. 

### Mort et succession d'Alexis Gouin
Alexis Gouin, qui se sait malade depuis des années, décide de prendre des dispositions testamentaires pour mettre sa fille à l'abri. Mais « la question de savoir si un sourd-muet a le droit de disposer de ses biens, de faire une donation ou un testament » se pose alors, certains prônant encore « l'obligation de la parole articulée ». Après avoir essuyé plusieurs refus de notaires parisiens, Alexis Gouin obtient gain de cause auprès du notaire Jean-Baptiste Martin Moreau, maire du 7e arrondissement et député de Paris. Le 25 février 1855, Alexis Gouin meurt dans son appartement. Trois jours plus tard, son testament olographe, rédigé en juin 1850, est officiellement déposé chez le notaire chargé de la succession.
Après la mort d'Alexis Gouin, les Braquehais reprennent l'atelier de la rue Louis-le-Grand, Laure Mathilde continuant de coloriser des daguerréotypes, désormais signés par son mari. Sa mère se remarie l'année suivante avec le peintre Frédéric Peyson, ami de son mari et de son gendre, et lui aussi sourd,. Au moment de la rédaction du contrat de mariage, elle prend soin de préciser qu'« elle a cessé de s'occuper de la direction de l'établissement photographique qu'elle exploitait avec feu M. Gouin et qu'elle n'a aucun intérêt pécuniaire dans ledit établissement ». À la même époque et jusqu'à son décès, elle commercialise, sous le nom de « Couleurs Gouin », des boîtes de peinture contenant « 12 tubes assortis, 1 godet d'or, 1 godet d'argent, 6 pinceaux ». Elle meurt en 1858,.

### Dans l'ombre de Bruno Braquehais
À la fin des années 1850, le talent de peintre de Laure Mathilde Braquehais est occasionnellement salué dans la presse, en particulier sous la plume d'Ernest Lacan, qui loue la beauté des portraits stéréoscopiques peints qu'elle colorise désormais, en plus des daguerréotypes,. Dans Le Moniteur de la photographie, le journaliste rapporte à plusieurs reprises les progrès qu'elle a apportés à sa technique de colorisation, par l'application de fines poudres sur le papier albuminé,,. En 1863, les Braquehais rachètent un fonds de commerce de photographie situé au 11 boulevard des Italiens, qui devient leur nouvelle adresse,. 
En 1865, Bruno Braquehais remporte un prix lors de l'Exposition photographique de Berlin, tout comme Pierre-Auguste Despaquis, un autre photographe parisien, qui devient son associé peu après,. Braquehais est à nouveau récompensé à l'issue de l'Exposition universelle de 1867. Le catalogue loue entre autres sa « spécialité de couleurs applicables sur verres sur plaques et sur papier ». Comme souvent, le rôle de Laure Mathilde Braquehais est totalement passé sous silence.

### MmeM. Gouin, photographe
En décembre 1873, quelques mois après avoir photographié les événements de la Commune — devenant ainsi un des précurseurs du photojournalisme — Bruno Braquehais fait faillite et est enfermé treize mois à la prison Mazas pour abus de confiance,. En octobre 1874, la séparation de biens des époux est prononcée. C'est à cette époque, à près de 45 ans, que Laure Mathilde Braquehais se lance seule dans une activité de « photographie industrielle » sous le nom de Mme M. Gouin au 9, rue Sainte-Apolline puis, à partir de 1881 environ, au 60, rue du Château-d'Eau. Son mari meurt le 14 février 1875, dans sa maison de campagne de La Celle-Saint-Cloud, peu de temps après sa sortie de prison.
En 1882, elle participe, toujours sous son nom de jeune fille, à l'exposition de l'Union centrale des arts décoratifs. Elle présente « côte à côte une épreuve coloriée partiellement et la même en simple photographie, destinées toutes deux à l'enseignement ». Le jury rapporte que « c'est en restant dans cette juste mesure, comme le fait Mme Gouin, que l'addition coloriée est utile » et lui décerne une médaille de bronze. Mais l'année suivante, Laure Mathilde Braquehais fait à son tour faillite, ce qui met un terme à son activité de photographe. 
Elle meurt en 1916 à domicile, 47 boulevard de l'Hôpital,. Sur son acte de décès, elle est enregistrée par erreur sous l’identité  « Louise Mathilde Gouin, veuve Broquehais ». Elle est inhumée au cimetière parisien d’Ivry-sur-Seine, sous le nom de Laure Gouin, veuve Broquelais [sic].

## Photographies
- [Recueil], 1878, Paris, département des estampes et de la photographie de la Bibliothèque nationale de France[47].

## Exposition
- 1882 : exposition de l'Union centrale des arts décoratifs, Paris[43].